# Muscicapa caerulescens
El papamoscas cenizo (Muscicapa caerulescens) es una especie de ave paseriforme de la familia Muscicapidae propia del África subsahariana. 

## Distribución y hábitat

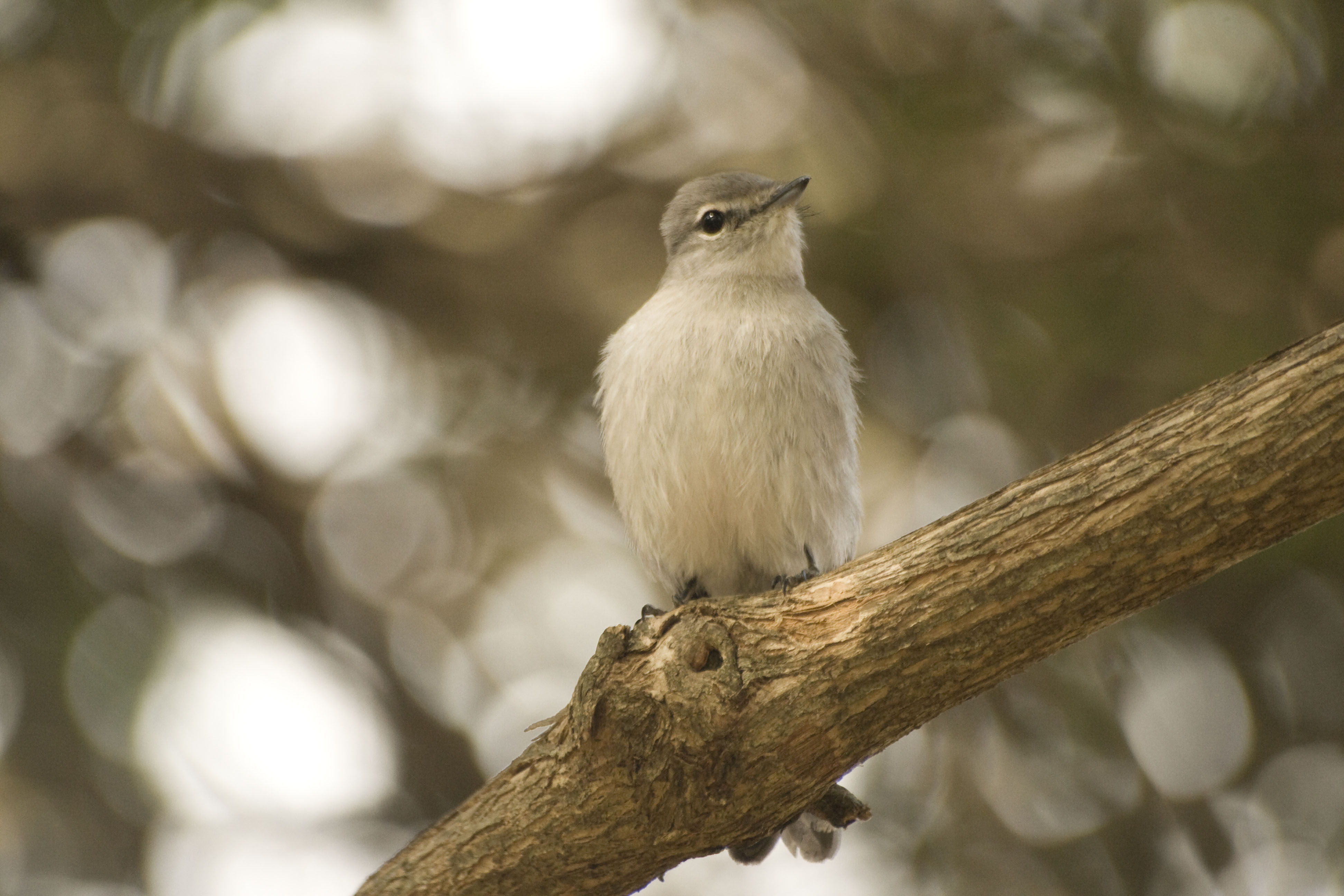
Ejemplar en Sudáfrica.

Se encuentra en gran parte del África subsahariana, distribuido por los bosques tropicales y subtropicales, las sabanas y las zonas de matorral, estando ausente de las zonas áridas.